# Модрен
Модрен е бивше село в Южна България, а сега е част от село Мишевско. То се e намирло в община Джебел, област Кърджали.

## География
Село Модрен се е намирало в планински район.